# Nosivka
Nosivka (tiếng Ukraina: Носівка) là một thành phố của Ukraina. Thành phố này thuộc tỉnh Chernihiv. Thành phố này có diện tích ? km2, dân số theo điều tra dân số năm 2001 là 15966 người.